# Gusla
La gusla és un instrument de corda d'una sola corda similar al rebab. El "babao" és una gusla de tres cordes. Del turc guzi, cordó de pelatge de cavall. Del serbocroat guslati, a través del francès: Instrument musical semblant al violó, d'una sola corda, propi dels pobles eslaus dels Balcans. Cordòfon format per un cos amb forma de pera i una sola corda; es toca de genolls, fregant la corda amb un arquet: la gusla és un instrument propi dels països balcànics. O d'origen espanyol, emprat a l'Europa meridional, d'origen morisc ("El Caballero de Olmedo", de Lope de Vega). Instrument musical dels il·liris, similar a un violí amb una sola corda de pelatge de cavall, que sol acompanyar els cants nacionals.